# Leolar
Leolar foi um grupo econômico com sede no estado do Pará, que posuía filiais nos estados do Tocantins e Maranhão.. Teve origem no Pará, onde iniciou como uma gráfica e atuava em diversos segmentos, destacando-se nos setores: siderurgia (Maragusa), telecomunicações (Serviços Provedor Leolar), informática (Borges Informática), plantio, manejo e carbonização de eucalipto (Marabá Reflorestadora), varejo (Leolar Magazine), entre outros segmentos. O espólio dos negócios do grupo atualmente resume-se a participação em centros de compras, imóveis e propriedades rurais.
O grupo era controlado pela família Rocha representada por Andrey Dimitry Rocha.

## História
O Grupo Leolar surgiu em abril no ano de 1984, em Marabá, no Pará. Leonildo Rocha criou uma empresa que atuava na área de indústria gráfica, em abril de 1984, com três funcionários. Expandiu para o segmento de móveis e eletrodomésticos e, posteriormente, para a informática, magazine, instrumentos musicais e comunicação. Depois passou a explorar a indústria de ferro-gusa e de climatizadores.
Em 3 de julho de 2013 morreu o fundador da empresa, Leonildo Rocha. Desde então, o grupo passou a enfrentar uma profunda crise, que culminou com o fechamento dos carros-chefe, a Magazine Leolar — que chegou a formar a Leo-Maxxin por um curto período, antes de encerrar definitivamente — e a Maragusa.